# 明朝皇子命名儀
明朝皇子命名儀是明朝一套為皇子取名的禮儀制度。命名儀，最早可以追溯到周代《禮記》中的記載，明太祖初年就已經有一定儀式，但至明世宗嘉靖十二年（1533年）才特別確定了這套制度，明穆宗隆慶二年（1568年）有所修訂。而有明一代，皇子的命名均依據洪武初年明太祖制定的規則取用。

## 儀式起源
《禮記·內則》中記載，國君為嬰兒取名，隨後告訴家宰，由家宰將名字及出生年月日和其生母名字一併記錄，同時通知轄下各邑，地方也同時記錄。

## 儀式內容
皇子誕生以後，由宮殿監記下皇子生母及生日。在皇子被賜名以前，只稱為皇子，只有到賜名以後，才按照排位順序，稱為皇幾子。
一般，皇子誕生的三個月內，由禮部發文給欽天監，讓其選擇合適的行禮吉時。同時，翰林院需要查閱欽賜過的宗室同輩名字並且進呈皇帝御覽，避免出現重名。另外，翰林院還需要初步擬定幾個備選名字，由皇帝從中選擇圈定。
命名儀舉行前一天，皇帝親自前往太廟和興獻王的世廟，將選定的皇子名字告於列祖列宗。命名當日，保姆將皇子抱到寢宮，由皇帝選派性格敬慎的內夫人一名給皇子剪髮。等到吉時，皇帝著皮弁服御乾清宮。皇帝升座後，皇后帶領皇子生母穿著朝服，行四拜禮。隨後，皇后面東而立，皇子生母站立在皇后身後。這時，保姆把皇子從寢宮抱出，由乾清宮西側門進入殿內，隨後將皇子交給皇后。內贊在旁唱贊“皇后率某妃某氏，敢用吉日，祗見皇子”。唱贊完畢，皇帝降座，至皇子身旁，拉著右手進行賜名，皇后稱賀敬對。然後，皇后將皇子交給保姆抱還寢宮。保姆退出殿後，皇后再次率領嬪妃向皇帝行四拜禮，皇帝回內殿，典禮結束。
命名儀舉行后第二天，皇帝御奉天門，將皇子睿名用手敕的形式傳諭禮部，並讓宗人府將皇子睿名到修玉牒的時候加入，隨後頒詔天下。
隆慶二年，將命名儀當日皇帝著皮弁服改為著常服，同時攙皇子右手改為撫摸皇子腦袋賜名，其餘均與嘉靖年間的儀式相同。

## 皇子命名規則
洪武中期，明太祖考慮到日後子孫的大量增加，可能導致名字重複而尷尬。因此，特地對皇太子和諸親王世系，擬定了二十個字，每一個字代表輩分排行。另外，皇子採用雙名，第一字為輩分，第二字由翰林院以五行（依據火、土、金、水、木為順序）為偏旁部首擬定。不過這一規則並不適用於明太祖的侄孫靖江王的子孫。